# Navigator (motorfiets)
Navigator is een historisch Duits merk van motorfietsen.
De bedrijfsnaam was: Navigator-Motoren-Gesellschaft mbH, Karlsruhe (NMK). Het bedrijf produceerde van 1924 tot 1926 motorfietsen met een 346 cc tweetaktmotor.
Navigator Motoren Karlsruhe was een van de vele kleine Duitse bedrijven die in de periode na de Eerste Wereldoorlog probeerden hun bestaan te verlengen met de productie van motorfietsen. In de meeste gevallen waren dit fabriekjes die tijdens de oorlog waren gegroeid door de productie van militair materieel, maar die in het begin van de jaren twintig ander werk zochten. De Weimarrepubliek was in een grote depressie geraakt door de oorlog en de opgelegde herstelbetalingen. Goedkope vervoermiddelen waren wel verkoopbaar, maar het grote aantal bedrijfjes dat zich op dezelfde markt stortte zorgde voor een enorme concurrentie. Daarom wisten de meesten zich slechts enkele jaren te redden.
Voor de ontwikkeling van eigen motorblokken had men de kennis en het geld niet in huis. Daarom werden bij andere bedrijven inbouwmotoren ingekocht, die in eigen frames gebouwd werden. De 346 cc tweetaktmotor van Navigator was waarschijnlijk een luchtgekoelde Britse Villiers eencilinder. Villiers richtte zich vrijwel uitsluitend op de productie van inbouwmotoren, die al snel een goede naam kregen. Bovendien waren tweetakten weliswaar goedkoop, maar niet algemeen gebruikt. Bij de Navigator was de motor boven het voorwiel gemonteerd, zoals dit ook van de Solex bekend is.